# 弗賴峰
弗賴峰（英語：Fry Peak），是南極洲的山峰，位於帕爾默地，屬於韋爾奇山脈的一部分，在1974年由美國地質調查局繪入地圖，現時由南極條約體系管理。